# گوش‌قرمز بزرگ
گوش‌قرمز بزرگ (نام علمی: Trachemys gaigeae) نام یک گونه از زیرراسته نهان‌گردن است.این گونه بوم‌زاد ایالات متحده آمریکا و قسمت‌های کوچکی از کشور مکزیک می‌باشد.دامنه پراکنش این لاک‌پشت شامل نیومکزیکو و تگزاس، و تا شمال ایالت چی واوا می‌باشد.این گونه برای نخستین بار در جهان توسط خزنده‌شناسی به نام بئولاه تامپسون گایگ در سال ۱۹۳۹ میلادی کشف و نامگذاری شده است.